# Marco Petronio Mamertino
Marco Petronio Mamertino (en latín: Marcus Petronius Mamertinus) fue un senador romano de origen ecuestre, que vivió en el siglo II, y desarrolló su cursus honorum bajo los reinados de Adriano y Antonino Pío. Fue cónsul sufecto en el año 150 junto con Marco Casio Apolinar.

## Orígenes familiares
Edward Champlin ha argumentado que Petronio Mamertino era un pariente del orador Marco Cornelio Frontón, cónsul sufecto en el año 142, basándose en una carta que Frontón escribió a Petronio, recomendándole a un joven, en la que el mismo Frontón se dirige a Petronio como miembro de "nuestra familia", Champlin escribe: "No puede haber ninguna duda de que aquí, como en otras partes, familia significa precisamente familia para Frontón". Anthony Birley señala que esto apoya su argumento anterior de que Petronio tenía un origen africano, y además argumenta que su esposa, Septimia, era prima del futuro emperador Septimio Severo Por otro lado, Géza Alföldy sugirió que Petronio tenía un origen itálico, donde el cognomen Mamertinus es más común.

## Carrera política
Petronio fue gobernador o prefecto de Egipto durante el reinado de Adriano, entre los años 133 y 137. Su principal preocupación como gobernador de Egipto era salvaguardar la cosecha y el suministro de grano a la población de Roma, pero las cartas que se conservan de su administración muestran que sus responsabilidades iban más allá de eso. En un edicto que se conserva de su mandato, Petronio prohíbe a los strategos y a los escribas oficiales que requisen a los viajeros, barcos y animales, para su propio uso, sin autorización oficial. Una segunda carta que se conserva se refiere a su ejercicio como tribunal de circuito: había planeado ir río arriba más allá de Koptos, pero la falta de tiempo le obligó a seguir su práctica habitual de celebrar sólo sesiones en Tebaida y Heptanómida. Una tercera carta se dirige al strategos del nomo de Tinis, para que cese su acoso a los nuevos habitantes de Antinoópolis. Una cuarta carta transmite una decisión del emperador Adriano, reconociendo que durante dos años consecutivos (134 y 135) el Nilo no inundó las tierras de cultivo como era necesario, y concediendo una deferencia en el pago de impuestos como consecuencia.
Una inscripción hallada en los Colosos de Memnón deja constancia de que Petronio estuvo presente en la madrugada del 10 de marzo del año 134 para escuchar el canto de las estatuas y que pudo estar acompañado por Quinto Marcio Hermógenes, entonces prefecto de la classis Augustae Alexandrinae; Hermógenes también dejó a su vez una inscripción fechada en el mismo año que atestigua que también había escuchado a las estatuas.
Bajo el mandato de Antonino Pío, ascendió al cargo de prefecto del pretorio en Roma, que ocupó desde el año 139 hasta el 143. Debió de distinguirse, ya que Antonino Pío lo eligió como senador, lo que llevó a Petronio a ser cónsul sufecto en el año 150.

## Familia
Él y su esposa, Septimia tuvieron al menos dos hijos: 
- Marco Petronio Sura Mamertino, cónsul ordinario en el año 182, que se casó con una de las hijas del emperador Marco Aurelio, Annia Cornificia Faustina Minor.[15]
- Marco Petronio Sura Septimiano, cónsul ordinario en el año 190.[16]